# Leonardo Marquicias
Leonardo Marquicias (Manila, 6 gennaio 1931 – 11 settembre 2002) è stato un cestista filippino.
Era il figlio di Franco Marquicias.

## Carriera
Con le Filippine ha disputato i Giochi olimpici di Melbourne 1956.